# Чимбай (місто)
Чимбай (кар. Shiʻmbay; узб. Чимбой, Chimboy) — місто в Каракалпакстані (Узбекистан), центр Чимбайського району.

## Географія
Місто розташоване за 56 км на північ Нукуса.

### Клімат
Місто знаходиться у зоні, котра характеризується кліматом тропічних пустель. Найтепліший місяць — липень із середньою температурою 25.6 °C (78 °F). Найхолодніший місяць — січень, із середньою температурою -6.7 °С (20 °F).
| Клімат Чимбая           | Клімат Чимбая | Клімат Чимбая | Клімат Чимбая | Клімат Чимбая | Клімат Чимбая | Клімат Чимбая | Клімат Чимбая | Клімат Чимбая | Клімат Чимбая | Клімат Чимбая | Клімат Чимбая | Клімат Чимбая | Клімат Чимбая |
| Показник                | Січ.          | Лют.          | Бер.          | Квіт.         | Трав.         | Черв.         | Лип.          | Серп.         | Вер.          | Жовт.         | Лист.         | Груд.         | Рік           |
| Абсолютний максимум, °C | 17            | 23            | 32            | 38            | 42            | 43            | 43            | 42            | 38            | 33            | 27            | 17            | 43            |
| Середній максимум, °C   | −1            | 1             | 8             | 19            | 27            | 31            | 33            | 31            | 25            | 17            | 8             | 1             | 17            |
| Середня температура, °C | −6            | −4            | 2             | 11            | 19            | 23            | 25            | 23            | 17            | 9             | 2             | −3            | 10            |
| Середній мінімум, °C    | −11           | −9            | −3            | 4             | 11            | 15            | 17            | 15            | 9             | 2             | −3            | −8            | 3             |
| Абсолютний мінімум, °C  | −33           | −27           | −23           | −11           | −2            | 3             | 7             | 6             | −2            | −12           | −27           | −27           | −33           |
| Норма опадів, мм        | 12            | 12            | 20            | 18            | 21            | 7             | 4             | 3             | 3             | 7             | 15            | 12            | 134           |
| Днів з дощем            | 2             | 2             | 4             | 4             | 4             | 2             | 1             | 1             | 2             | 3             | 4             | 3             | 32            |
| Днів зі снігом          | 5             | 3             | 2             | 0,3           | 0             | 0             | 0             | 0             | 0             | 0,2           | 1             | 4             | 16            |
| Вологість повітря, %    | 75            | 71            | 63            | 52            | 48            | 48            | 44            | 47            | 50            | 57            | 68            | 73            | 57            |
| ----------------------- | ------------- | ------------- | ------------- | ------------- | ------------- | ------------- | ------------- | ------------- | ------------- | ------------- | ------------- | ------------- | ------------- |
| Джерело: Weatherbase    |               |               |               |               |               |               |               |               |               |               |               |               |               |

## Історія
Статус міста з 1926 року.
У 1918—1924 роках Чимбай був центром Амудар'їнської області.

### Протести 2022 року
1 липня 2022 року в місті (після Нукуса) розпочалися протести після того, як президент Узбекистану Шавкат Мірзієв запропонував скасувати автономію республіки.
На громадське обговорення було винесено проєкт нової редакції Конституції Узбекистану, в котрій із опису статуса Республіки Каракалпакстан видалено слово «суверенна», а також забрано згадку про право республіки на відокремлення від Узбекистану, в республіці почалися протести.

## Населення
Населення 27 366 мешканців (перепис 1989).

## Економіка
Бавовноочисні, харчові підприємства.

## Транспорт
Кінцева станція на залізниці від станції Нукус.